# Belambangan (Buay Runjung)
Belambangan is een bestuurslaag in het regentschap Ogan Komering Ulu Selatan van de provincie Zuid-Sumatra, Indonesië. Belambangan telt 750 inwoners (volkstelling 2010).